# Магадиноваць
Магадиноваць (хорв. Magadinovac) — населений пункт у Хорватії, у Вировитицько-Подравській жупанії у складі міста Ораховиця.

## Населення
Населення за даними перепису 2011 року становило 11 осіб.
Динаміка чисельності населення поселення:

## Клімат
Середня річна температура становить 11,00 °C, середня максимальна – 25,10 °C, а середня мінімальна – -5,51 °C. Середня річна кількість опадів – 745 мм.
| Клімат поселення                              | Клімат поселення | Клімат поселення | Клімат поселення | Клімат поселення | Клімат поселення | Клімат поселення | Клімат поселення | Клімат поселення | Клімат поселення | Клімат поселення | Клімат поселення | Клімат поселення | Клімат поселення |
| Показник                                      | Січ.             | Лют.             | Бер.             | Квіт.            | Трав.            | Черв.            | Лип.             | Серп.            | Вер.             | Жовт.            | Лист.            | Груд.            |                  |
| Середній максимум, °C                         | 6,32             | 8,01             | 12,54            | 16,88            | 21,98            | 25,10            | 24,65            | 24,18            | 19,99            | 14,72            | 9,05             | 4,91             |                  |
| Середня температура, °C                       | 0,39             | 2,12             | 6,65             | 10,98            | 16,07            | 19,20            | 21,16            | 20,69            | 16,50            | 11,24            | 5,56             | 1,44             |                  |
| Середній мінімум, °C                          | −5,51            | −3,8             | 0,75             | 5,07             | 10,16            | 13,29            | 17,68            | 17,19            | 13,00            | 7,74             | 2,06             | −2,06            |                  |
| Норма опадів, мм                              | 46               | 44               | 45               | 57               | 70               | 95               | 67               | 67               | 56               | 65               | 74               | 59               |                  |
| Середньомісячна швидкість вітру, м/с          | 2.15             | 2.42             | 2.70             | 2.60             | 2.31             | 2.12             | 2.10             | 1.90             | 1.92             | 2.01             | 2.13             | 2.22             |                  |
| Середньомісячна сонячна радіація, кДж/м²·день | 4216             | 6945             | 10819            | 15261            | 19260            | 21223            | 22187            | 20121            | 14844            | 9179             | 4769             | 3572             |                  |
| --------------------------------------------- | ---------------- | ---------------- | ---------------- | ---------------- | ---------------- | ---------------- | ---------------- | ---------------- | ---------------- | ---------------- | ---------------- | ---------------- | ---------------- |
| Джерело:                                      |                  |                  |                  |                  |                  |                  |                  |                  |                  |                  |                  |                  |                  |